# Іст-Чатгем
Іст-Чатгем (англ. East Chatham) — село (англ. hamlet) в окрузі Колумбія штату Нью-Йорк Сполучених Штатів Америки. Розташоване на відстані приблизно 40 км на південь від Олбані — столиці штату;  частково в містах Чатгем і Кейнен; на перетині залізничного шляху, шосе Interstate 90 і Taconic State Parkway.

## Споруди
В околицях села знаходиться оселя «Вовча Тропа», яка належить українській організації скаутів «Пласт». У таборуванні в оселі кожного року беруть участь декілька тисяч скаутів.
Також тут розташований комплекс будівель ферми Роу-Лант, який був 2010 року включений до Національного реєстру історичних місць.

## Відомі особи
- Емма Кеді[en] (1854–1933) — американська художниця, яка народилася в Іст-Чатгемі[3].